# Bacob
Bacob was de bank van de christelijke arbeidersbeweging in België, die voor 1993 bekend stond als BAC (Belgische Arbeiderscoöperatie) en COB (Coopération Ouvrière Belge in het Frans).

## Geschiedenis
In het begin van de twintigste eeuw groeide het aantal coöperaties binnen de katholieke zuil. Met oog op centralisatie en betere organisatie werd in 1921 het Algemeen Christelijk Werknemersverbond opgericht. In 1924 ontstond de Belgische Arbeiderscoöperatie (BAC), een overkoepelend orgaan voor katholieke coöperatieve activiteiten dat hoofdaandeelhouder werd in de Belgische Arbeidersbank (Banque Ouvrière de Belgique) die in 1925 werd opgericht en in 1926 herdoopt tot Spaarbank der Christelijke Werklieden (SCW) (Banque d'Epargne des Ouvriers Chrétiens).
Met de economische crisis van de jaren 1930 kwam er in 1934 een wet waarin het bankwezen werd hervormd: spaar- of depositobanken werden gescheiden van zaken of investeringsbanken. Zo werd de BAC in 1935 omgevormd tot de BAC Centrale Depositokas (COB Caisse Centrale de Dépôts) die instond voor het spaartegoeden binnen de katholieke zuil die werden ondergebracht bij de Spaarbank, de Antwerpse Volksspaarkas en de Brusselse Arbeidersbank. De meer commerciële taken van de BAC werden overgenomen door het Landelijk Verbond van Christelijke Coöperaties (LVCC).
Na de Tweede Wereldoorlog kende de bank een grote groei in spaartegoeden. De grens tussen spaar- en zakenbank vervaagde waarbij ook de BAC Centrale Depositokas haar dienstenaanbod uitbreidde. In 1985 werd de naam gewijzigd in BAC Spaarbank (COB Banque d'Epargne).
In 1993 herdoopte de spaarbank zich in beide landstalen tot BACOB en groeide verder uit tot een commerciële bank. In 1996 werd Bacob aandeelhouder van het Landbouwkrediet dat zo de eerste volledig geprivatiseerde bank van het land werd. In 1997 vormde BACOB samen met de verzekeringsgroep DVV de financiële groep Artesia Banking Corporation, grotendeels in handen van Groep Arco (de opvolger van het LVCC). In 2001 kwam Artesia in handen van het Frans-Belgische Dexia.
De bekendste voorzitter was Hubert Detremmerie, die begin jaren 1980 aanwezig was bij de besprekingen in Poupehan over de devaluatie van de Belgische frank.